# Bassemberg
 Bassemberg (en alsacià Bassemberg) és un municipi francès, situat a la regió del Gran Est, al departament del Baix Rin. L'any 2005 tenia 260 habitants.
Forma part del cantó de Mutzig, del districte de Sélestat-Erstein i de la Comunitat de comunes de la Vall de Villé.

## Demografia
| 1962 | 1968 | 1975 | 1982 | 1990 | 1999 |
| ---- | ---- | ---- | ---- | ---- | ---- |
| 201  | 216  | 197  | 187  | 234  | 232  |

## Administració
| Període | Identitat       | Partit |
| ------- | --------------- | ------ |
| 2001-   | André Barthelme |        |

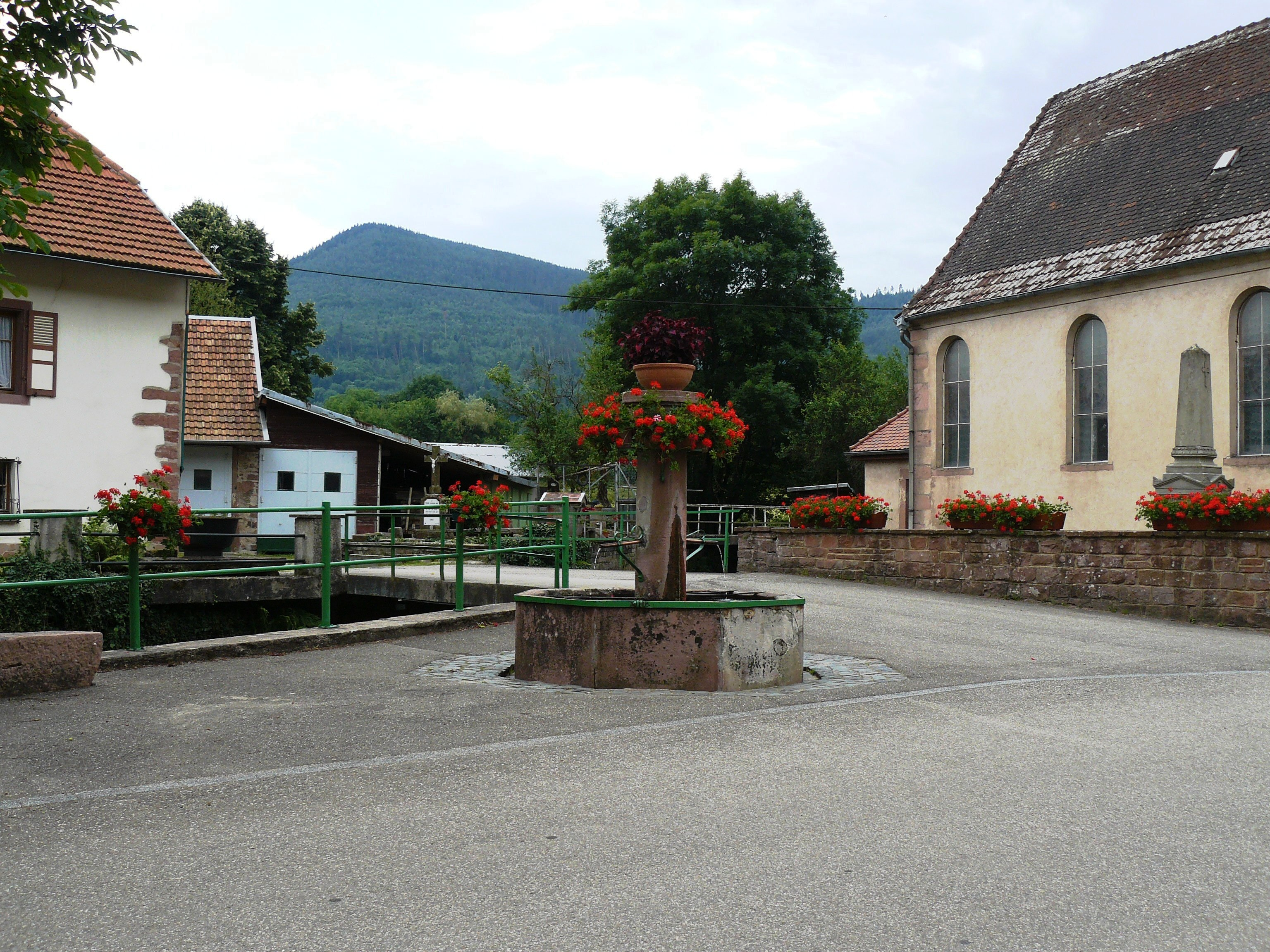
Antiga fons a la plaça de l'església
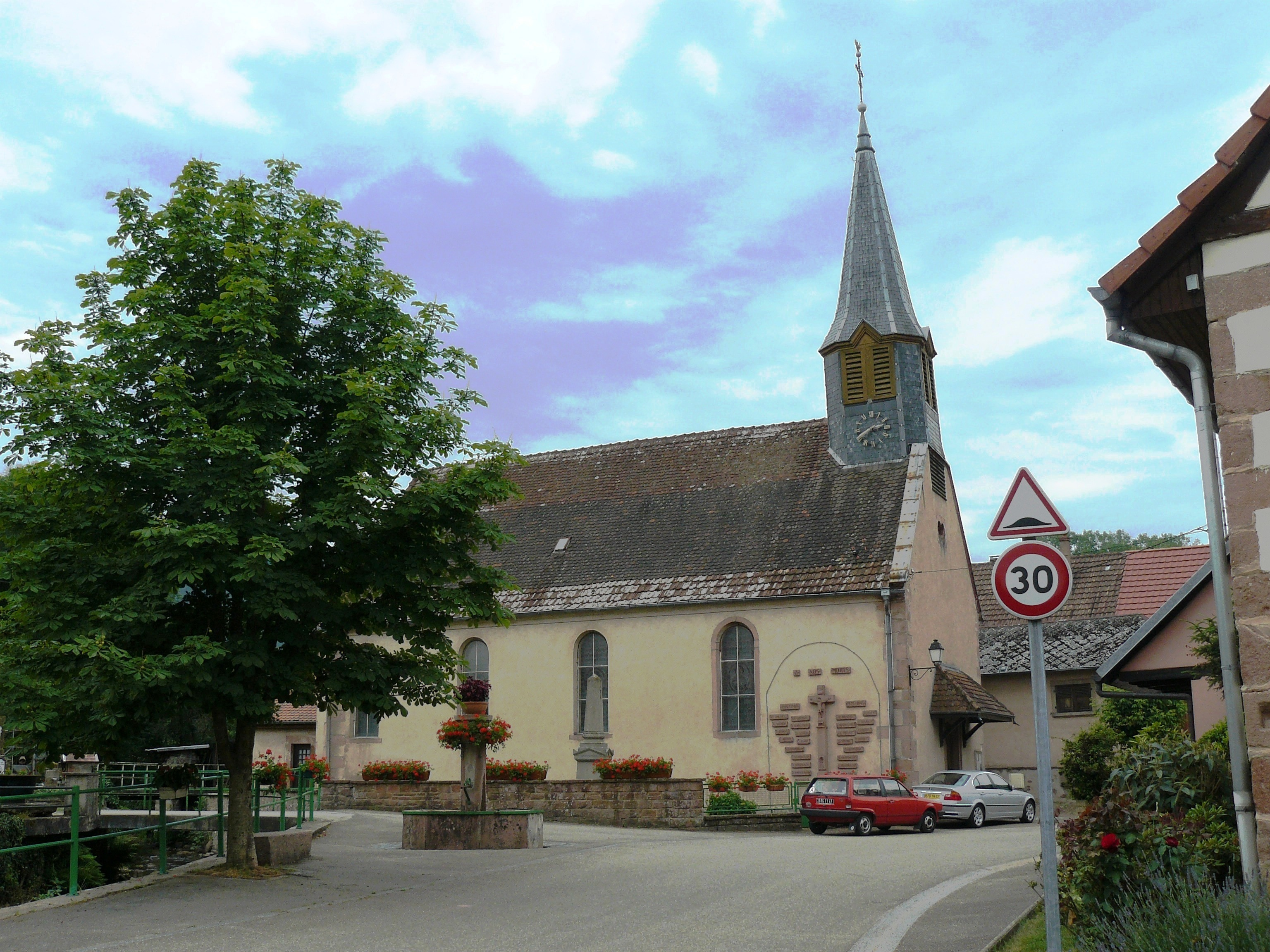
Església Saint-Quirin
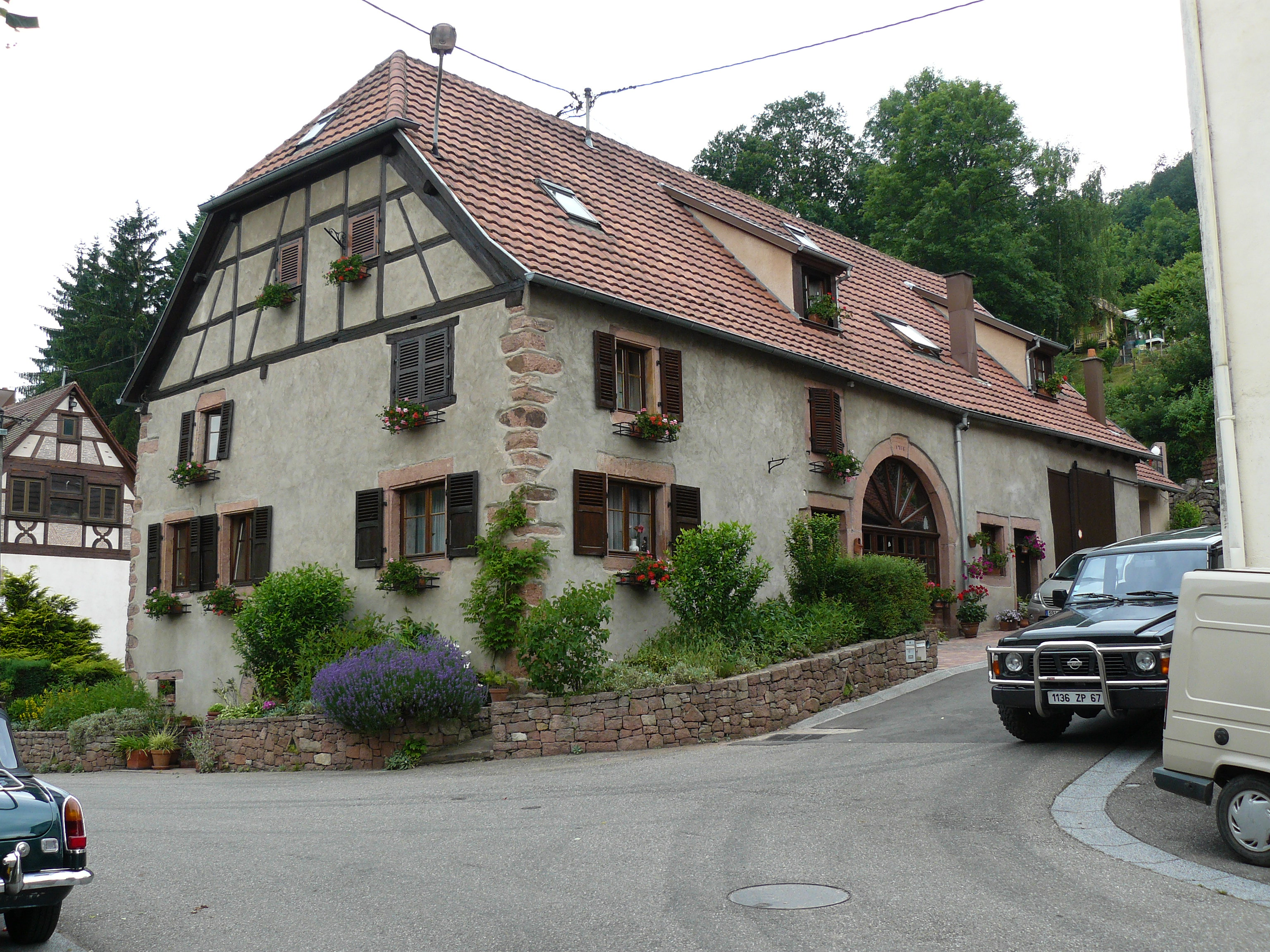
Casa renovada de tipus vosguià